# بلوکتن (ویرجینیای غربی)
بلوکتن (به انگلیسی: Blocton) یک منطقهٔ مسکونی در ایالات متحده آمریکا است که در شهرستان مینگو، ویرجینیای غربی واقع شده‌است. بلوکتن ۱۹۳٫۸۶ متر بالاتر از سطح دریا واقع شده‌است.